# Hylaeus nigricallosus
Hylaeus nigricallosus är en biart som beskrevs av Morawitz 1890. Hylaeus nigricallosus ingår i släktet citronbin, och familjen korttungebin. Inga underarter finns listade i Catalogue of Life.